# 1986 في الصين
فيما يلي قوائم الأحداث التي وقعت خلال عام 1986 في الصين.

## سياسة

### تعيين في المنصب
- 1 أبريل – ون جيا باو Director of the General Office of the Chinese Communist Party ‏.

## كتب
من الكتب التي صدرت هذه السنة في الصين:
- 1 يناير – الذرة الرفيعة الحمراء من تأليف مو يان.

## مواليد

### يناير
- 8 يناير – بينغ شواي لاعبة كرة مضرب صينية.

### فبراير
- 14 فبراير – جي تشونمي لاعبة كرة مضرب صينية.
- 14 فبراير – غاو لين لاعب كرة قدم صيني.[1]
- 26 فبراير – قوه شوانغ درّاجة طريق صينية.

### مارس
- 22 مارس – إيزابيل كايف عارضة ازياء.

### أبريل
- 26 أبريل – رن كانكان ملاكمة صينية.

### مايو
- 9 مايو – يوان منغ لاعبة كرة مضرب صينية.

### يوليو
- 22 يوليو – لانغ تشنغ لاعب كرة قدم صيني.

### أغسطس
- 8 أغسطس – ماو جيانتشينغ لاعب كرة قدم صيني.[2]

## وفيات

### يوليو
- 22 يوليو – رنشانغ شنغ (مواليد 1898) عالم نبات صيني.

### أكتوبر
- 22 أكتوبر – ياي جيانيانغ (مواليد 1897) سياسي صيني.[3]